# تير احمد (تشكدان)
تیر احمد (بالفارسية: تیراحمد) هي قرية تقع في إيران في هرمزغان. يقدر عدد سكانها بـ 180 نسمة بحسب إحصاء 2016.